# Sicyopterus punctissimus
Sicyopterus punctissimus är en fiskart som beskrevs av Sparks och Nelson 2004. Sicyopterus punctissimus ingår i släktet Sicyopterus och familjen smörbultsfiskar. IUCN kategoriserar arten globalt som otillräckligt studerad. Inga underarter finns listade i Catalogue of Life.